# Anastasia Blayvas
Anastasia Blayvas (Halle, 13 gennaio 2001) è una lottatrice tedesca, specializzata nella lotta libera.

## Biografia
Ha fatto parte della spedizione tedesca ai Giochi olimpici giovanili di Buenos Aires 2018, dove ha vinto il bronzo nei 57 kg.
Ai mondiali di Belgrado 2023 ha conquistato il bronzo nei 55 kg.

## Palmarès
- Mondiali

Belgrado 2023: bronzo nei 55 kg;
- Mondiali U23

Pontevedra 2022: bronzo nei 53 kg;
- Europei U23

Plovdiv 2022: argento nei 53 kg;
Bucarest 2023: bronzo nei 53 kg;
- Giochi olimpici giovanili

Buenos Aires 2018: bronzo nei 57 kg;
- Europei junior

Dortmund 2018: bronzo nei 53 kg;
- Mondiali cadetti

Atene 2017: bronzo nei 56 kg;
- Europei cadetti

Skopje 2018: bronzo nei 57 kg;